# Кланець-при-Габровкі
Кланець-при-Габровкі (словен. Klanec pri Gabrovki) — поселення в общині Літія, Осреднєсловенський регіон, Словенія. Висота над рівнем моря: 378,7 м.